# گنجشک زیتونی
گنجشک زیتونی (نام علمی: Arremonops rufivirgatus) نام یک گونه از تیره زردپره‌ایان است.